# ستژژوو سمکووه
ستژژوو سمکووه (به لهستانی:  Strzyżewo Smykowe) یک روستا در لهستان است که در گمینا گنگزنو واقع شده‌است.